# Cronologia da descolonização da Ásia e Oceânia
Esta é a cronologia da descolonização da Ásia e Oceania. 

## Cronologia
| Bandeira | Colônia/Território              | Data           | Ano  | Metrópole                 | Observações |
| -------- | ------------------------------- | -------------- | ---- | ------------------------- | --- |
|          | Austrália                       | 1 de Janeiro   | 1901 | Reino Unido               | Formação da Federação da Austrália |
|          | Nova Zelândia                   | 26 de Setembro | 1907 | Reino Unido               | |
|          | Iémen do Norte                  | 30 de Outubro  | 1918 | Império Otomano           | O Norte foi soberano até a unificação com o sul em 1990 |
|          | Afeganistão                     | 19 de Agosto   | 1919 | Reino Unido               | Independência do Emirado do Afeganistão |
|          | Mongólia                        | 11 de Julho    | 1921 | Antiga República da China | Fundação da República Popular da Mongólia |
|          | Arábia Saudita                  | 8 de Janeiro   | 1926 | Reino Unido               | Independência do Reino do Négede e Hejaz. A unificação definitiva viria apenas em 1932                                                                                   |
|          | Iraque                          | 3 de Outubro   | 1932 | Reino Unido               | Mandato britânico desde 1919 |
|          | Líbano                          | 26 de Novembro | 1941 | França                    | Reconhecida apenas em 1943 |
|          | Síria                           | 1 de Janeiro   | 1944 | França                    | Reconhecida apenas em 1946 |
|          | Indonésia                       | 17 de Agosto   | 1945 | Países Baixos             | Reconhecida apenas em 1949 após a Revolução Indonésia |
|          | Vietnã                          | 2 de Setembro  | 1945 | França                    | Reconhecida apenas em 1954 após a Guerra de Libertação |
|          | Jordânia                        | 25 de Março    | 1946 | Reino Unido               | Sob Mandato britânico desde 1920 |
|          | Filipinas                       | 4 de Julho     | 1946 | Estados Unidos            | O país já havia declarado independência na Revolução Filipina do Império Espanhol em 1898, mas foi ocupadas pelos Estados Unidos e reconhecida como independente em 1946 |
|          | Paquistão                       | 14 de Agosto   | 1947 | Reino Unido               | Domínio britânico até 1956 |
|          | Índia                           | 15 de Agosto   | 1947 | Reino Unido               | Domínio britânico até 1950 |
|          | Myanmar                         | 4 de Janeiro   | 1948 | Reino Unido               | |
|          | Sri-Lanka                       | 4 de Fevereiro | 1948 | Reino Unido               | Domínio britânico até 1972 |
|          | Israel                          | 14 de Maio     | 1948 | Reino Unido               | Mandato britânico desde 1920 |
|          | Coreia do Sul                   | 15 de Agosto   | 1948 | Estados Unidos            | Governo provisório sob jurisdição americana desde 1945 |
|          | Coreia do Norte                 | 9 de Setembro  | 1948 | União Soviética           | Território sob ocupação soviética desde 1945 |
|          | Laos                            | 19 de Julho    | 1949 | França                    | |
|          | Camboja                         | 9 de Novembro  | 1953 | França                    | |
|          | Malásia                         | 31 de Agosto   | 1957 | Reino Unido               | Federação da Malásia |
|          | Singapura                       | 3 de Junho     | 1959 | Reino Unido               | Foi dada autonomia política a cidade que posteriormente se unificaria com a Malásia. Entretanto esta união se dissolveria em 1965 com a fundação efetiva da República    |
|          | Chipre                          | 16 de Agosto   | 1960 | Reino Unido               | |
|          | Cuaite                          | 19 de Junho    | 1961 | Reino Unido               | |
|          | Samoa                           | 1 de Janeiro   | 1962 | Reino Unido               | |
|          | Maldivas                        | 26 de Julho    | 1965 | Reino Unido               | |
|          | Iémen do Sul                    | 30 de Novembro | 1967 | Reino Unido               | Unificado com o Norte em 1990 |
|          | Nauru                           | 31 de Agosto   | 1968 | Reino Unido               | |
|          | Tonga                           | 4 de Junho     | 1970 | Reino Unido               | Protetorado britânico desde 1900 |
|          | Fiji                            | 10 de Outubro  | 1970 | Reino Unido               | |
|          | Bangladexe                      | 26 de Março    | 1971 | Paquistão                 | Conhecido como Paquistão Oriental e parte da República Islâmica do Paquistão                                                                                             |
|          | Bahrein                         | 14 de Agosto   | 1971 | Reino Unido               | |
|          | Catar                           | 3 de Setembro  | 1971 | Reino Unido               | |
|          | Omã                             | 7 de Outubro   | 1971 | Reino Unido               | |
|          | Emirados Árabes Unidos          | 2 de Dezembro  | 1971 | Reino Unido               | |
|          | Papua Nova Guiné                | 16 de Setembro | 1975 | Austrália                 | |
|          | Timor-Leste                     | 28 de Novembro | 1975 | Portugal                  | Independência que perdurou por três anos, quando o país foi ocupado pela Indonésia e novamente independente em 2002                                                      |
|          | Ilhas Salomão                   | 7 de Julho     | 1978 | Reino Unido               | |
|          | Tuvalu                          | 1 de Outubro   | 1978 | Reino Unido               | |
|          | Quiribati                       | 12 de Julho    | 1979 | Reino Unido               | |
|          | Vanuatu                         | 30 de Julho    | 1980 | França                    | |
|          | Brunei                          | 1 de Janeiro   | 1984 | Reino Unido               | Protetorado britânico desde 1885 |
|          | Ilhas Marshall                  | 21 de Outubro  | 1986 | Estados Unidos            | Protetorado da ONU sob jurisdição dos Estados Unidos |
|          | Estados Federados da Micronésia | 3 de Novembro  | 1986 | Estados Unidos            | Protetorado da ONU sob jurisdição dos Estados Unidos |
|          | Quirguistão                     | 31 de Agosto   | 1991 | União Soviética           | |
|          | Uzbequistão                     | 1 de Setembro  | 1991 | União Soviética           | |
|          | Tajiquistão                     | 9 de Setembro  | 1991 | União Soviética           | |
|          | Turquemenistão                  | 27 de Outubro  | 1991 | União Soviética           | |
|          | Cazaquistão                     | 16 de Dezembro | 1991 | União Soviética           | |
|          | Palau                           | 1 de Outubro   | 1994 | Estados Unidos            | Protetorado da ONU sob jurisdição dos Estados Unidos |